# 競馬キンキ
競馬キンキ（けいばキンキ）は、株式会社園田印刷が発行していた競馬新聞である。1948年（昭和23年）に創刊され、兵庫県競馬組合（園田競馬場、姫路競馬場）の予想を専門に発行していた。

## 概説
タブロイド4ページ立て。なお、かつては中央競馬版も発行された（2017年時点で、中央版は休刊中）。トラックマンとしては老舗の田中・森らが有名だが、スター横山という若手のホープの予想が人気であった。廃刊時点でも競馬サークル内で活躍中の人材も多数いた。休刊時点の本紙予想は北防（きたのぼう）敦。北防は『そのだ（ひめじ）けいばレース展望』を、他トラックマンも開催日のパドック解説を各スポーツ紙記者と持ち回りで担当する。
競合関係にある『園田ニュース』は競馬キンキと同住所に拠点を置き、競馬キンキには『ニュース』、園田ニュースには『キンキ』として双方の本紙予想印が掲載されるほか、どちらにもデイリースポーツ本紙予想が載るのが特徴。2019新型コロナウイルス感染拡大防止のために園田競馬が無観客競馬として施行されている間、園田ニュース公式サイト（後述）には同紙のフルバージョン（通常紙面）並びにレース毎（電子版紙面）のPDFファイルが無料公開されたが、兵庫チャンピオンシップのみ競馬キンキの当該レース電子版紙面が併せてアップロードされた。
諸般の事情により2021年（令和3年）2月4日付姫路版を持って休刊し、次開催初日の2月9日付より競馬専門マスコミ最大手の競馬ブックが兵庫競馬専門紙の発行を引き継ぐ。1月15日付姫路版に掲載された北防のコラムでは「サテ気になるであろう、紙面中のお知らせ事項。ホントなんです、コロナ憎し」と記しており、新型コロナウイルス感染症（COVID-19）の感染拡大に伴う無観客競馬、また無観客解除後の本場入場者減少による部数減、収益悪化が休刊の原因となったことを示唆している。なお、休刊と同時に退社する伊藤孝平を除き、所属トラックマンは引き続き競馬ブックに移る（伊藤も中村龍海の退職に伴いトラックマン業に復職している）。

## コマーシャル
過去のテレビ・ラジオCM（サンテレビジョン・ラジオ関西でオンエア）として、次のようなものがある。
- タガミホマレがいて、アサヒマロットがいた。そこに「競馬キンキ」。　群雄入り乱れて、戦国時代の今も、専門紙は「競馬キンキ」。園田競馬、姫路競馬、そして中央競馬、そこにはいつも「競馬キンキ」がある。（テレビ版ナレーターは中島らも）
- 馬は走っている時が自然なのです。この自然の中にあなたも…。「競馬キンキ!」
- オープンを狙う馬がいる。　準オープンになれそうな条件馬がいる。　だが、オープンはもっと難しい…。競馬が面白いのはこういう時だ!　園田競馬、姫路競馬、そして中央競馬!　そこに「競馬キンキ」。　(声：吉田勝彦)
- 明日を期待させる馬がいる。　そろそろ翳りが見え始めた…。　この、一瞬を見抜く男達!　「浜田」、「野田」、「小泉」、「北防」　。彼らは、馬が嘘をつかないことを知っている。　だから、「競馬キンキ」。　(声：吉田勝彦)

## その他
金沢競馬場の予想紙であるけいばキンキ（石川県にある有限会社けいばキンキによる発行）とは、名称こそ類似してはいるものの、全く関係がない。